# 喬·霍爾
約瑟夫·傑羅伊·霍爾（英語：Joseph Geroy Hall，1966年3月6日—），前美國職棒大聯盟外野手，主要守備位置是左外野手；投球和打擊的慣用手都是右手。他曾經在大聯盟打了3個球季；1994年效力芝加哥白襪隊，1995年及1997年則是底特律老虎隊。1998年，霍爾曾短暫到台灣打球，加入中華職棒統一獅隊，使用的登錄名為「喬峰」，守備位置則是三壘手。

## 業餘時代
霍爾是肯塔基州帕迪尤卡人，曾就讀於聖瑪麗高中和南伊利諾大學。1987年，他代表雅茅斯丹尼斯紅襪隊參加鱈魚角棒球聯盟的大學夏季聯賽。

## 職業生涯

### 芝加哥白襪
1988年美國職棒大聯盟選秀會，霍爾在第10輪被聖路易紅雀隊選中；6月9日，他與紅雀隊簽下合約。霍爾職業生涯的第一個球季起步於小聯盟短期1A的哈密爾頓紅鳥與1A的春田紅雀隊。1989年，他效力1A的聖彼德斯堡紅雀隊，繳出打擊率2成92、安打147支和盜壘45次的成績。1990年，霍爾升上2A的阿肯色旅行者隊，有著打擊率2成71和盜壘21次的表現。1991年4月3日，紅雀隊將他交易到芝加哥白襪隊，以換取小聯盟球員威利·麥哲倫（Willie Magallanes）。
1991年至1993年，霍爾在白襪隊3A度過3個球季，分別效力溫哥華加拿大人與納許維爾天籟隊；平均成績是打擊率2成73、安打111支、打點51分和盜壘10.7次，盜壘次數不如前幾年出色。1994年球季，發生一件震驚全球的新聞；NBA超級巨星麥可·喬登宣布退休，加入白襪隊2A的伯明罕男爵隊。當他被下放到2A男爵隊時，也曾經與喬登成為隊友。1994年4月5日，他在小聯盟奮鬥6個球季後首度升上大聯盟；白襪隊客場挑戰多倫多藍鳥隊，8局上半接替華倫·紐森上場代打。霍爾在二、三壘有人時敲出一壘安打送回跑者，將比數追近至3比4；可惜最後球隊仍以3比5輸球。4月12日，白襪隊主場迎戰來訪的紐約洋基隊；他在4個打數擊出3支安打，貢獻2分打點，並轟出大聯盟生涯首發全壘打；幫助白襪隊以10比5擊敗對手。隔天的比賽，霍爾同樣是4個打數3支安打；白襪隊也以5比0完封洋基隊。
5月13日賽後，霍爾的打擊率高達3成93；當時白襪的電視轉播員稱呼他是「Do It All」。但是霍爾在比賽中為了接外野的深遠飛球，將腳踩在全壘打牆，而導致右大腿後肌撕裂傷。這使他進入傷兵名單，並結束本季充滿希望的開局。 受傷後，芝加哥太陽報採訪了霍爾：「我唯一能想到的就是不是每天都在比賽；任何時候受傷都會令人沮喪，尤其是當你等了這麼久（為了進入大聯盟）時。」1994年6月30日，他在復建過程中再次遭遇挫折，被放進60天緊急傷兵名單。霍爾在新人球季出賽17場，28個打數打出11支安打，繳出打擊率3成93、全壘打1支和打點5分的不俗成績。1995年4月22日，他遭到白襪隊釋出。

### 底特律老虎
1995年5月8日，霍爾與底特律老虎隊簽約；不過僅繳出1成33的打擊率，球季結束後成為自由球員。11月13日，巴爾的摩金鶯隊與他簽約；然而隔年整季都待在3A的羅徹斯特紅翼隊，球季結束後再度成為自由球員。
1996年12月14日，霍爾再度與底特律老虎隊簽約，同樣也是大多數時間都待在3A的托萊多泥母雞隊；他在大聯盟有限的上場時間裡，4個打數敲出2支安打，貢獻3分打點。1997年6月18日，霍爾最後一次在大聯盟出賽面對佛羅里達馬林魚隊，擔任先發第7棒右外野手；他在第1局就擊出2分打點一壘安打，第3局再揮出1分打點二壘安打，帶領老虎隊以6比2獲勝。球季結束後，霍爾成為自由球員，此後未再上過大聯盟；他沒能複製大聯盟新秀球季前兩個月的成功經驗。

### 統一獅
1998年，32歲的霍爾踏上台灣土地，效力中華職業棒球聯盟的統一獅隊，使用的登錄名為「喬峰」。6月30日，他首度在中職出賽對上三商虎隊，擔任先發第5棒中外野手；4個打數敲出1支安打，獅隊終場以2比1險勝虎隊。7月1日第2場出賽，霍爾9局下半從三商虎隊救援投手劉義傳手中擊出再見二壘安打；帶領獅隊以5比4逆轉贏球，賽後也首度獲選單場最有價值球員。7月2日第3場出賽，他又在9局下半砲轟三商虎隊救援投手羅魁，揮出再見全壘打；再度帶領獅隊以4比3逆轉贏球，也連續2場獲選單場最有價值球員。7月7日，統一獅面對和信鯨隊投手，全場12支安打攻下17分；霍爾也在4個打數打出3支安打，包含一支陽春全壘打，演出中職首次猛打賞，還貢獻3分打點；幫助獅隊以17比2輕取鯨隊。
9月25日至10月2日，他連續3場比賽轟出全壘打。9月28日至10月5日，霍爾創下中華職棒連續13打席上壘紀錄；包含5支安打與8次保送。他首先在9月28日最後2個打席選到四壞球保送和轟出追平比數的全壘打。10月2日，2個打數擊出2支安打，包含一支砲轟興農牛隊先發投手楓康的3分全壘打，獲得2次四壞球和1次觸身球保送。10月3日，同樣是2個打數擊出2支安打，還選到3次四壞球保送。10月5日，首打席靠著四壞球保送上壘，締造連續13打席上壘的聯盟新紀錄。
10月27日，霍爾在台灣的最後一場比賽；他在後段局數上場代打，面對味全龍隊投手，選到1次四壞球保送；終場獅隊以4比3險勝龍隊。霍爾在獅隊出賽47場，留下打擊率3成22、全壘打8支和打點26分的成績。離開台灣後，他還曾經到墨西哥棒球聯盟與独立棒球联盟打球。

## 職棒生涯成績
美國職棒成績：
| 年度 | 球隊 | 場次 | 打席 | 打數 | 得分 | 安打 | 二壘打 | 三壘打 | 全壘打 | 打點 | 盜壘 | 四壞 | 三振 | 打擊率 | 上壘率 | 長打率 |
| 1994 | CHW  | 17   | 31   | 28   | 6    | 11   | 3      | 0      | 1      | 5    | 0    | 2    | 4    | .393   | .452   | .607   |
| 1995 | DET  | 7    | 17   | 15   | 2    | 2    | 0      | 0      | 0      | 0    | 0    | 2    | 3    | .133   | .235   | .133   |
| 1997 | DET  | 2    | 4    | 4    | 1    | 2    | 1      | 0      | 0      | 3    | 0    | 0    | 0    | .500   | .500   | .750   |
| 3年  | 3年  | 26   | 52   | 47   | 9    | 15   | 4      | 0      | 1      | 8    | 0    | 4    | 7    | .319   | .385   | .468   |

中華職棒成績：
| 年度 | 球隊 | 場次 | 打席 | 打數 | 得分 | 安打 | 二壘打 | 三壘打 | 全壘打 | 打點 | 盜壘 | 四壞 | 三振 | 打擊率 | 上壘率 | 長打率 |
| 1998 | 統一 | 47   | 191  | 146  | 33   | 47   | 10     | 1      | 8      | 26   | 12   | 40   | 24   | .322   | .476   | .568   |
| 1年  | 1年  | 47   | 191  | 146  | 33   | 47   | 10     | 1      | 8      | 26   | 12   | 40   | 24   | .322   | .476   | .568   |

## 外部連結
- 喬·霍爾在美國職棒官網（英语）
- 喬·霍爾在中華職棒官網
- 喬·霍爾在Baseball-Reference.com（大聯盟）（英语）
- 喬·霍爾在Baseball-Reference.com（小聯盟以及海外聯盟）（英语）
- 喬·霍爾在ESPN（MLB）（英语）
- 喬·霍爾在FanGraphs.com（英语）
- 喬·霍爾在Retrosheet（英语）
- 喬·霍爾在The Baseball Cube（英语）